# 異粉蝶
異粉蝶（學名：I.pyrene）中小型粉蝶。雄蝶與雌蝶的翅膀顏色斑紋有差異，而此蝶會在植物的新芽上產卵，且喜好在偏陰暗環境產卵。幼蟲孵化後，會以成熟的葉子為主食，平時會停棲在葉子食痕的附近或是葉緣的地方。本種在夏季與冬季時翅膀的花紋有些許不同，冬季時的後翅背部外緣處有不太明顯的黑色斑紋，在夏季時在翅膀外緣會有較顯著的黑褐色斑紋，本種成蝶常在森林邊緣與溪流邊出沒，且飛行緩慢，喜愛訪花。

## 特徵
雌雄蝶的斑紋有明顯的差異。軀體背部黑褐色，腹部為白色。雄蝶翅膀背部底色為淡黃色，前翅翅頂黑褐色，內部一片橙色紋，而雌蝶則以灰白色為主，且翅膀黑褐色的斑紋較雄蝶發達。

## 生態習性
多世代蝶種，全年可見，成蝶常在闊葉林、熱帶雨林或溪邊出沒，喜好訪花，雄蝶有聚集溼地吸水的習性。

## 棲地分佈
台灣地區分布在低、中海拔區域，台灣以北地區比較少見，而在台灣以外分布於南亞、中南半島、華西南、華南及華東地區。

## 攝食食物
山柑（白花菜）科的毛瓣蝴蝶木Capparis sabiaefolia。主要取食部位是葉子，且為老葉 